# Konca vas
Konca vas je naselje u slovenskoj Općini Kočevju. Konca vas se nalazi u pokrajini Dolenjskoj i statističkoj regiji Jugoistočnoj Sloveniji. 

## Stanovništvo
Prema popisu stanovništva iz 2002. godine naselje je imalo 112 stanovnika.